# Tricholoma terreum
Tricholoma terreum (Jacob Christian Schäffer, 1774 ex Paul Kummer, 1871) din încrengătura Basidiomycota, în familia Tricholomataceae și de genul Tricholoma este o ciupercă comestibilă. Această specie este numită în popor ciuperca șoarecelui sau ciupercă de culoarea pământului. Ea coabitează, fiind un simbiont micoriza, formând prin urmare micorize pe rădăcinile arborilor. Buretele se dezvoltă pe soluri nisipoase în România, Basarabia și Bucovina de Nord în păduri foioase cu preferință sub mesteceni, dar de asemenea în cele de conifere prin luminișuri sub molizi, brazi și pini, la margini de pădure și de drum, prin tufișuri, crescând în grupuri mari precum cercuri de vrăjitoare, nu rar în mase, din iunie până în decembrie, dar și iarna privesc din zăpadă, dacă nu este ger prea crâncen.

## Descriere

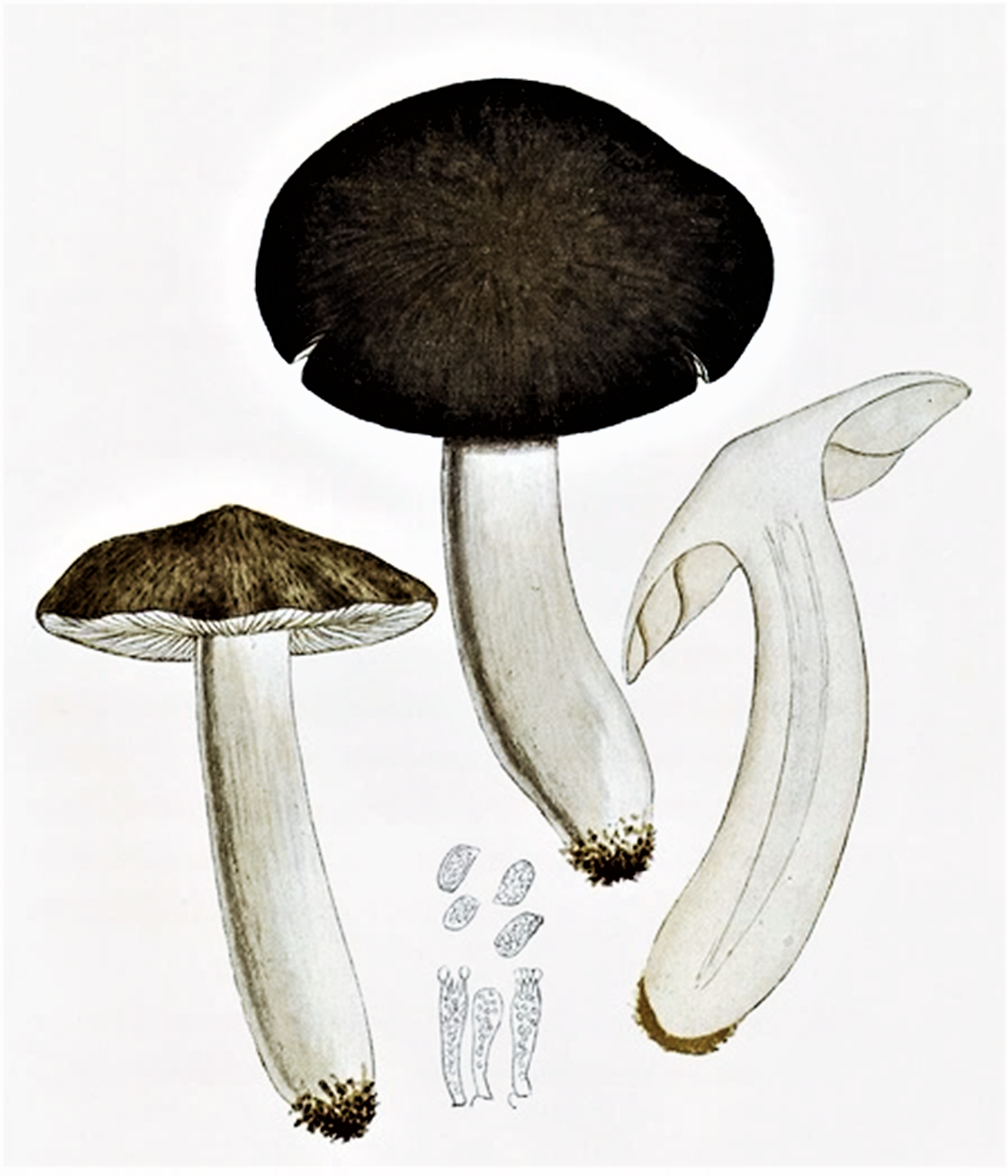
Bres.: Tricholoma terreum

- Pălăria: are un diametru de 4-8 (10) cm, este numai puțin cărnoasă, tânără campanulat-conică cu marginea răsucită spre interior, apoi aplatizată cu o cocoașă în mijloc și deseori ușor ondulată. Suprafața cuticulei este prevăzută cu fibre aliniate radial mai închise, fiind mătăsos-pâsloasă, adesea oară cu solzișori fini, dar niciodată lânoasă. Coloritul tinde de la gri deschis la gri închis, gri-brun până la negricios.
- Lamelele: sunt fragile, relativ îndepărtate, cu muchii crestate precum aproape libere la picior și acolo bombate, fiind la început albe, mai târziu gri.
- Piciorul: are o lungime de 3 la 7 (10) cm și o lățime 1,2 până la 2 (2,5) cm, este cilindric cu baza ceva îngroșată, inițial plin dar la bătrânețe gol, fragil precum ușor spongios, ceva fibros în partea de sus și fără inel. Coaja albă până gri-albicioasă este netedă, în partea de sus  brumată făinos, adesea cu un desen fibros slab. Prezintă nu rar pete pal roșiatice sau albastru-verzuie la bază. După apăsare se decolorează ruginiu.
- Carnea: este destul de subțire și de culoare gri-albicioasă. Mirosul este plăcut, de aromă ușoară și nu de făină, gustul fiind foarte savuros.[4][5][6]
- Caracteristici microscopice: are spori elipsoidali, apiculați și hialini (translucizi) cu o mărime de 6-8 x 4-4,5 microni. Pulberea lor este albicioasă. Basidiile clavate cu 2-4 sterigme fiecare măsoară 25-30 x 6-8 microni. Cistidele celule de obicei izbitoare și sterile care pot apărea între basidii și himen, stratul fructifer) sunt mai scurte, cu vârfuri rotunjite și pediculate.[7]
- Reacții chimice: buretele se decolorează cu formaldehidă albastru-verzui și cu tinctură de Guaiacum roșu.[8]

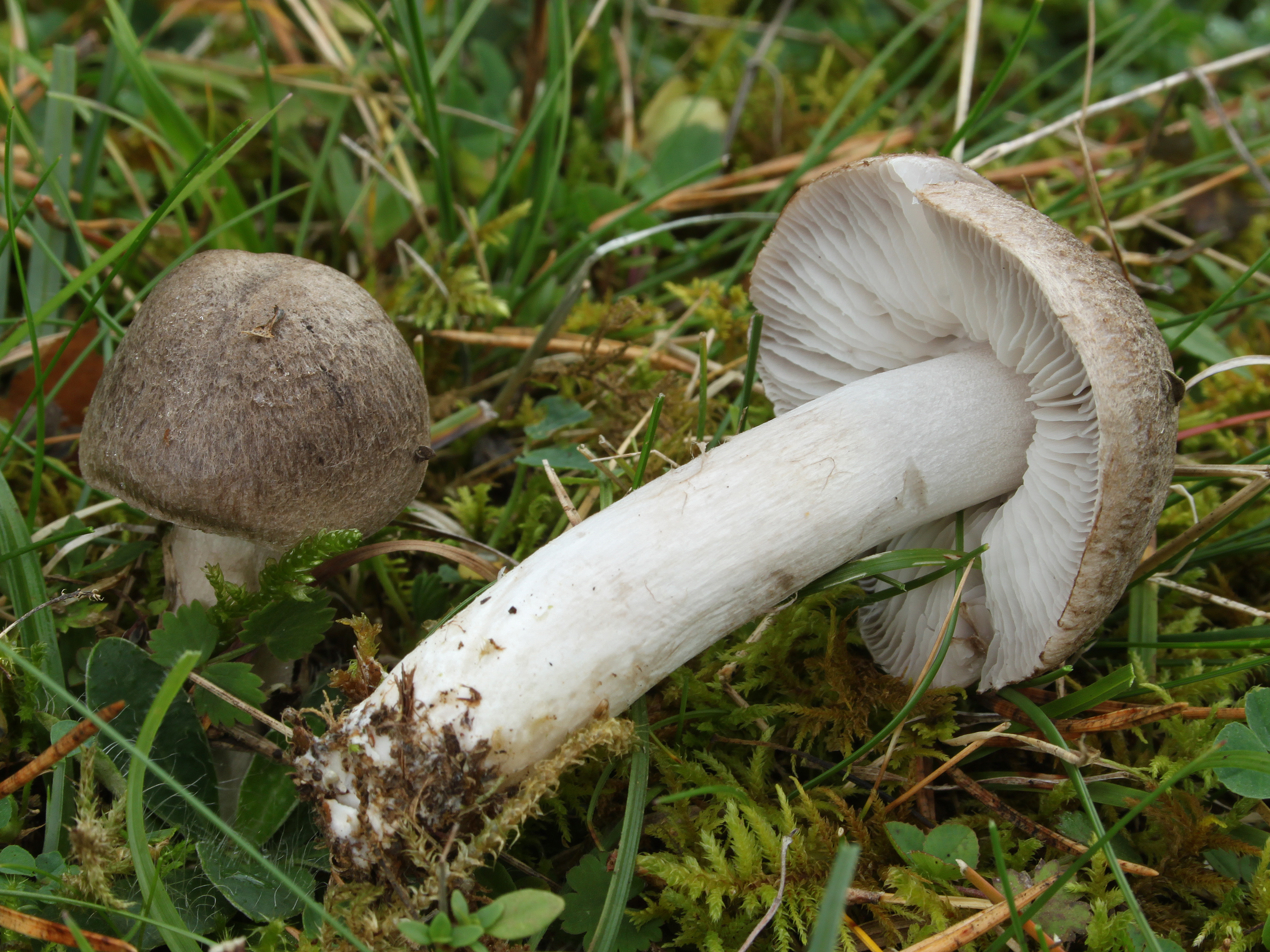
T. terreum, lamele
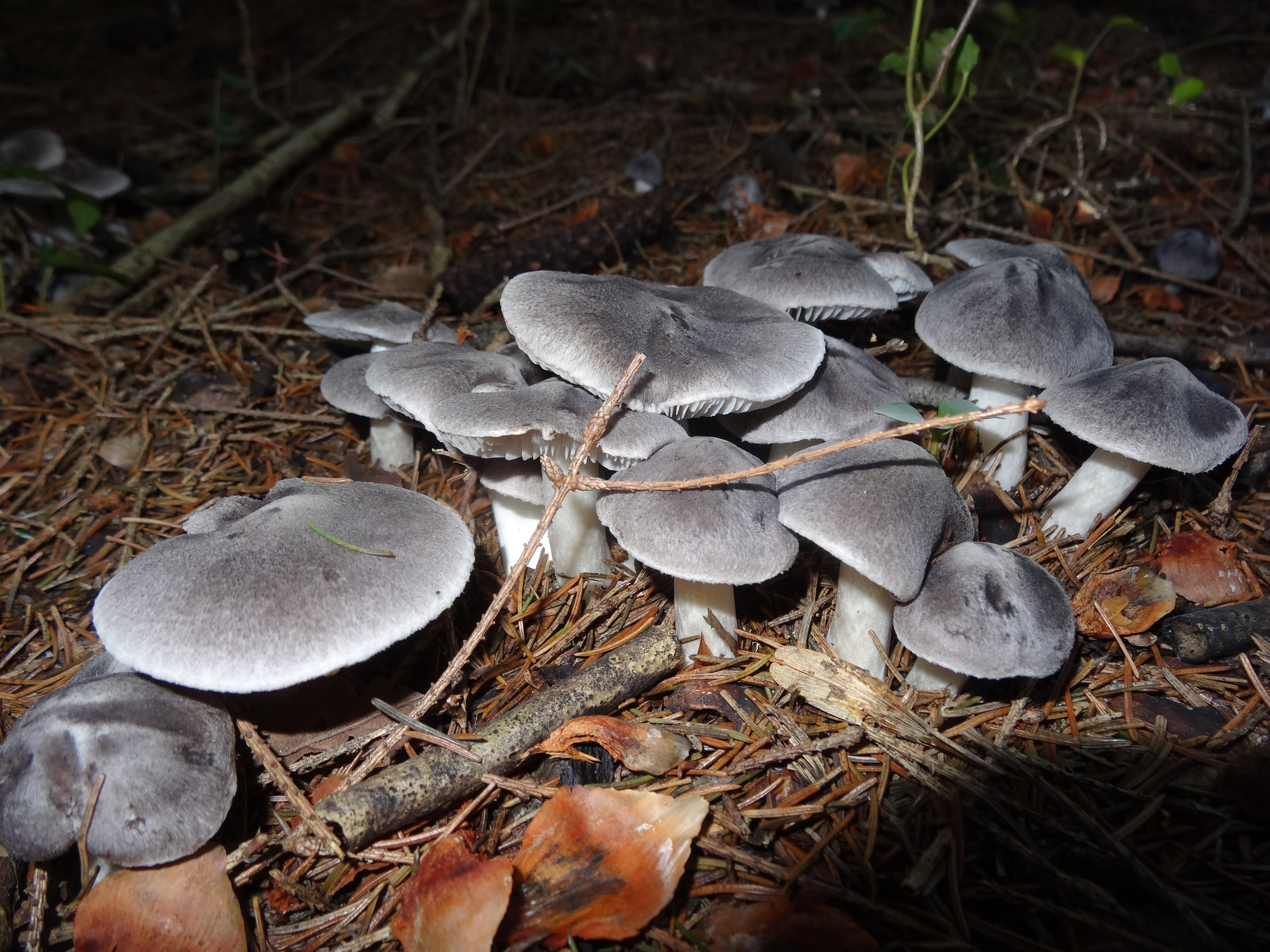
T. terreum, grup mare
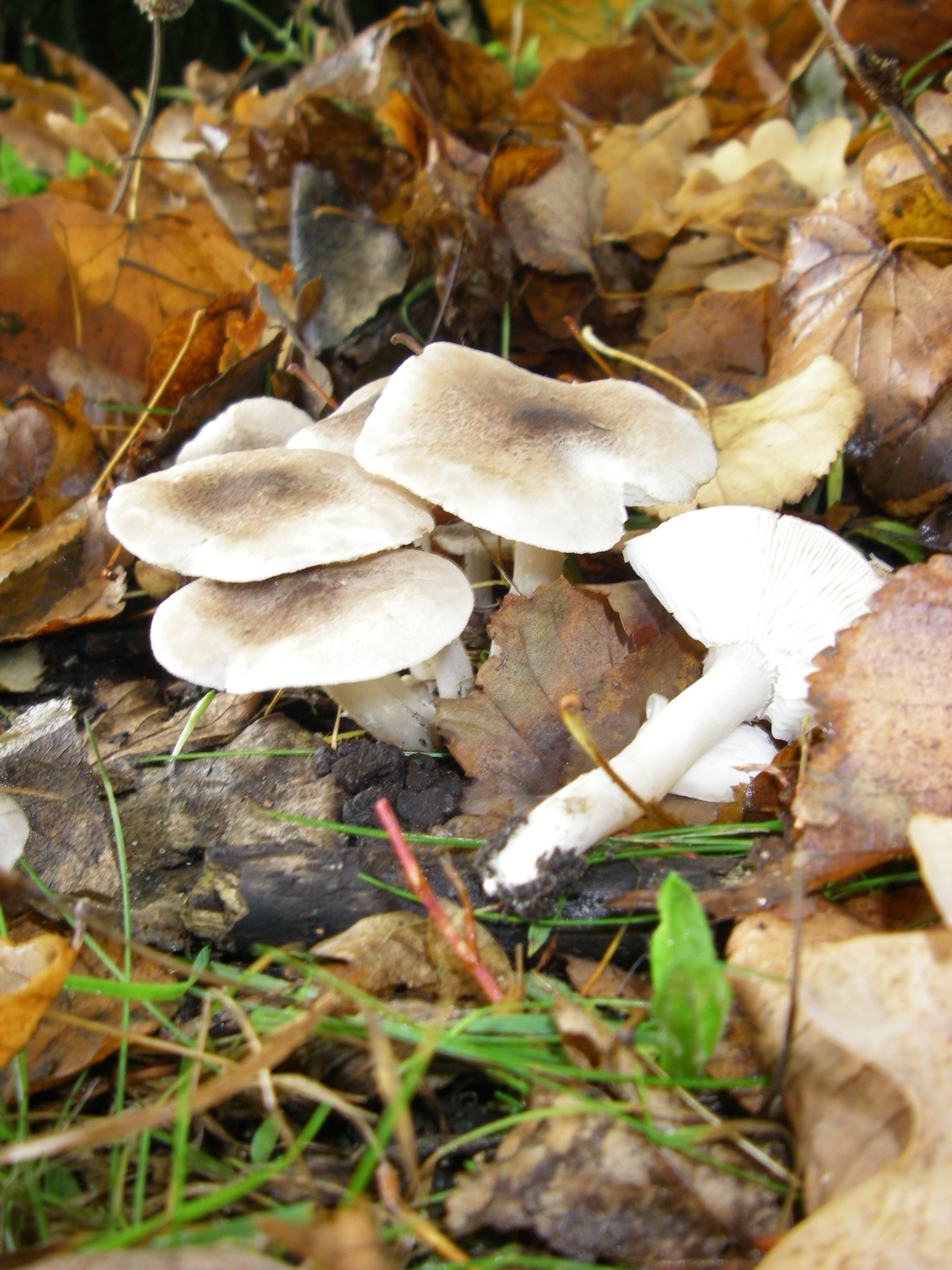
T. terreum mai deschis
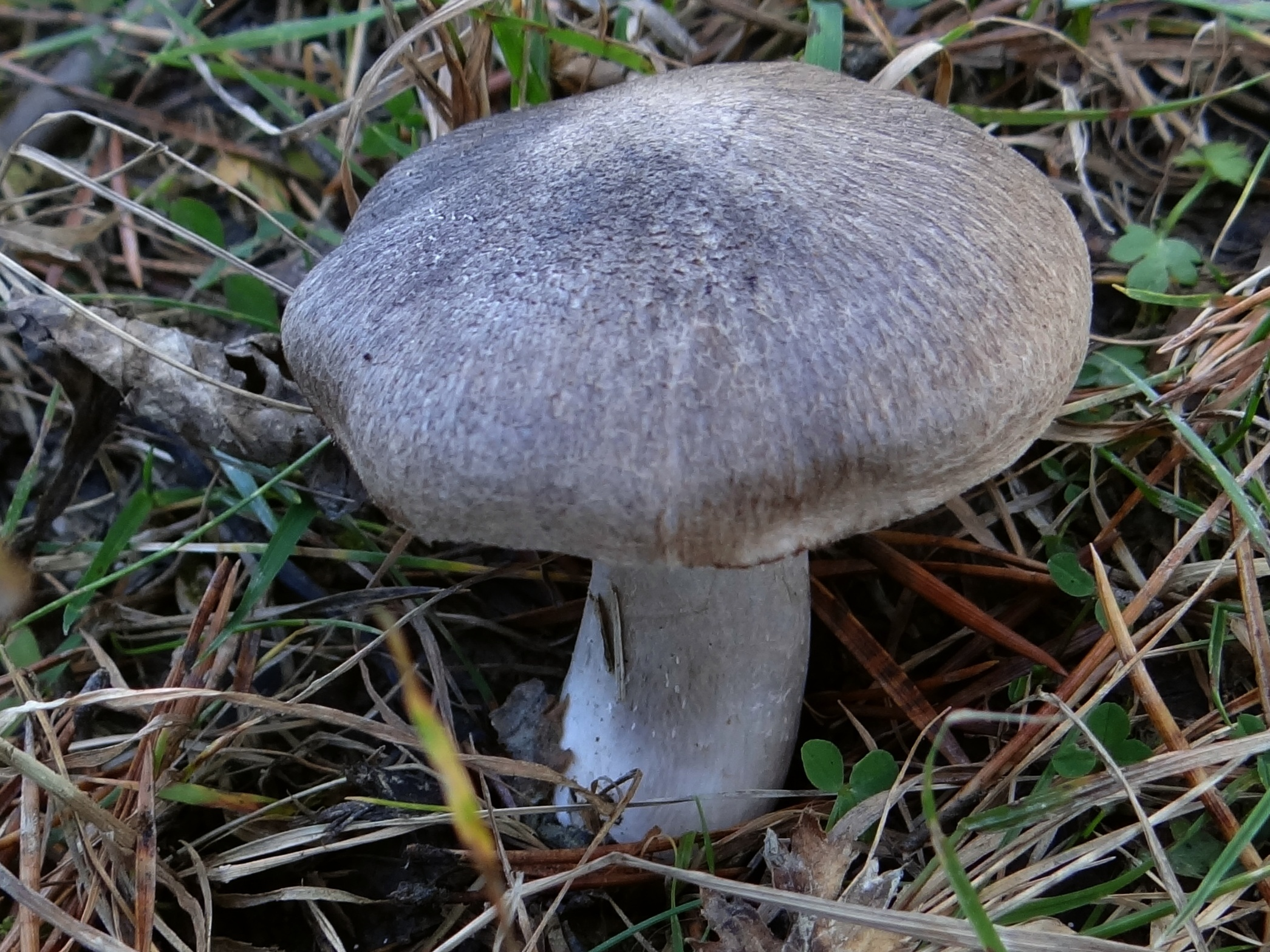
T. terreum mai închis

## Confuzii
Acest burete poate fi confundat ușor cu soiuri comestibile și gustoase, în primul rând cu gemenul său, de asemenea comestibil, Tricholoma atrosquamosum sin. Tricholoma squarrulosum, sau de exemplu cu Lentinus tigrinus sin. Panus tigrinus (tânăr comestibil), Tricholoma argyraceum (comestibil), Tricholoma caligatum (comestibil), Tricholoma cingulatum (comestibil), Tricholoma gausapatum (comestibil), Tricholoma imbricatum (comestibil), Tricholoma orirubens comestibil), Tricholoma portentosum sau Tricholoma scalpturatum (comestibil), Dar ciuperca șoarecelui  poate fi confundată de asemenea cu speciile necomestibile sau toxice Tricholoma sciodes (slab toxic, miros de pământ, mai întâi amar, devenind repede iute), și Tricholoma vaccinum (amar, iute) sau cu unele comestibile, necomestibile sau care efectuează otrăviri grave sau chiar letale, ca de exemplu Entoloma bloxamii (comestibil), Entoloma prunuloides (necomestibil), Entoloma undatum (necomestibil), Megacollybia platyphylla (necomestibilă), Tricholoma groanese sin. Tricholoma josserandii (otrăvitor, crește numai în păduri de pin deschise, rar, miros de ploșniță sau faină râncedă), Tricholoma paedinum sin. Tricholoma tigrinum sau Tricholoma virgatum (otrăvitor, foarte iute și amar).

## Specii asemănătoare

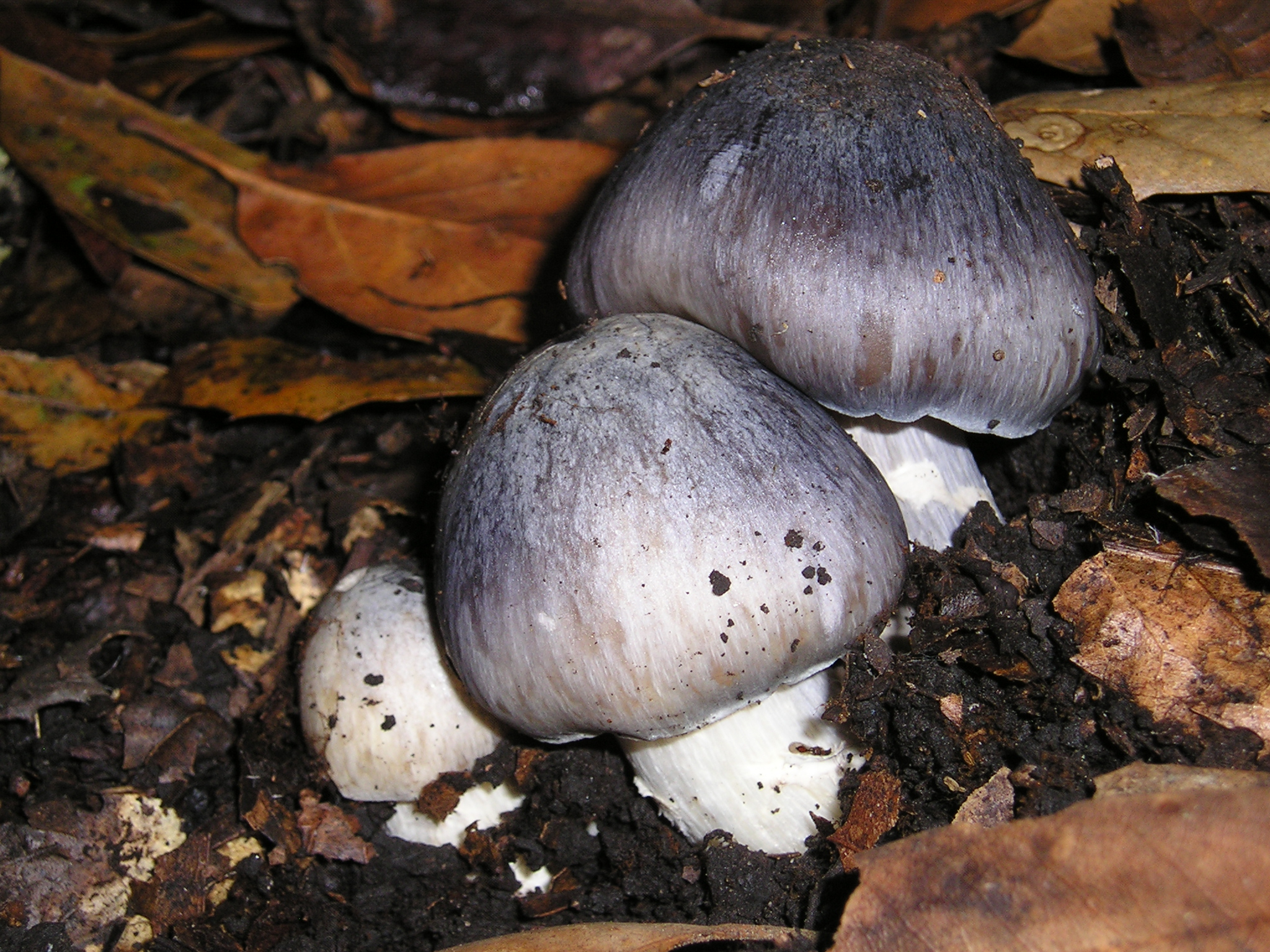
Entoloma bloxamii
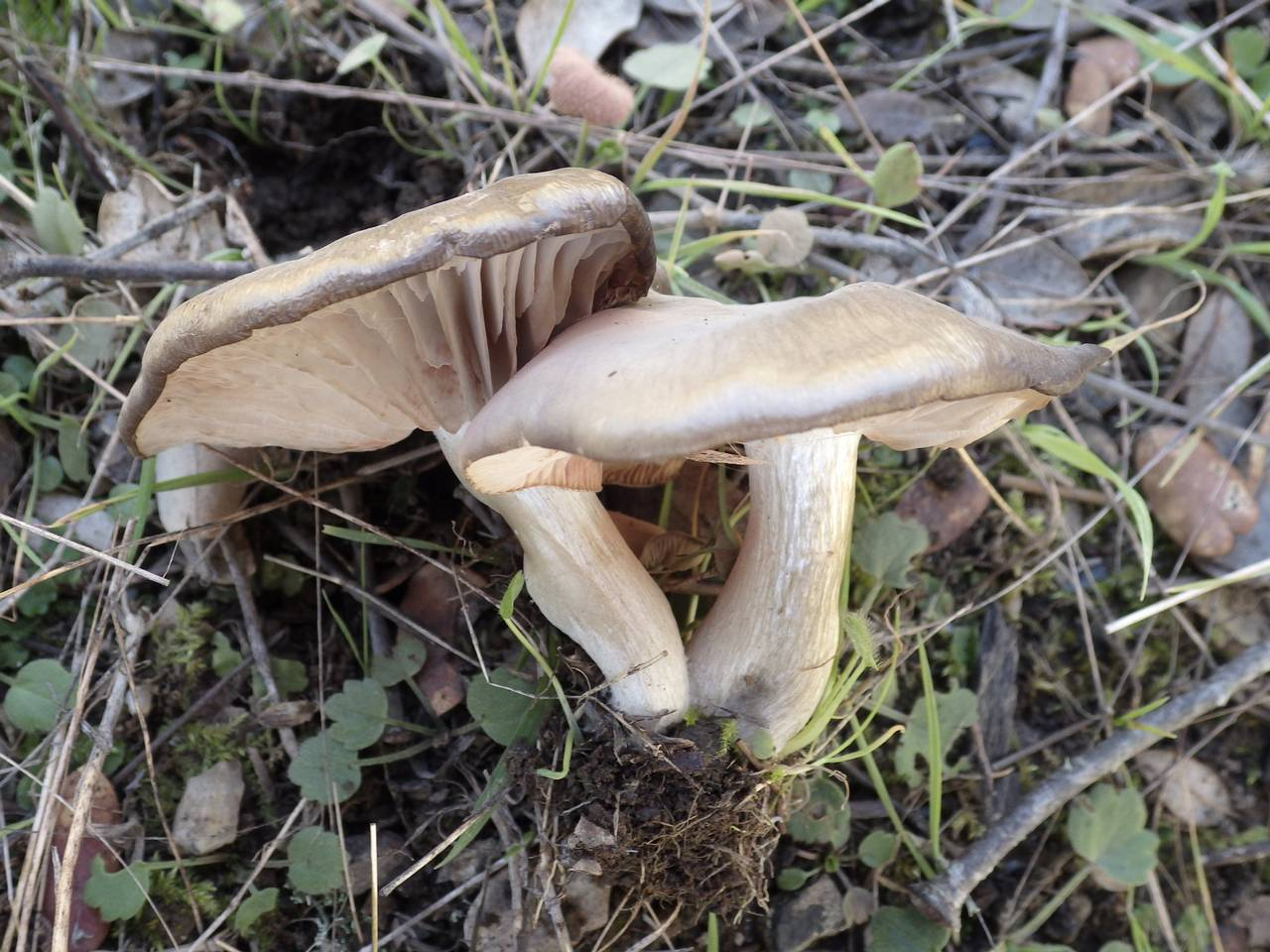
!Entoloma prunuloides!
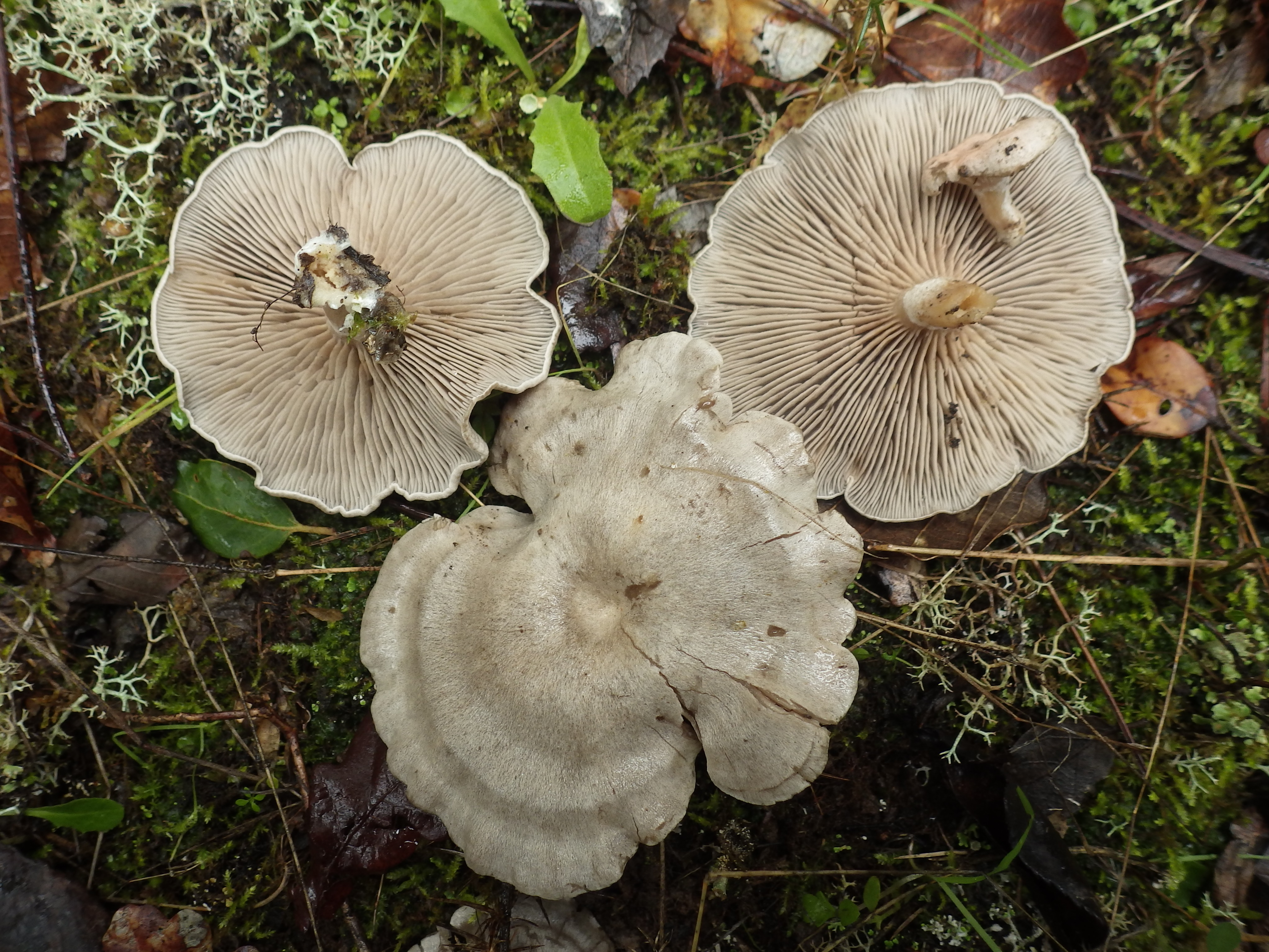
!Entoloma undatum!
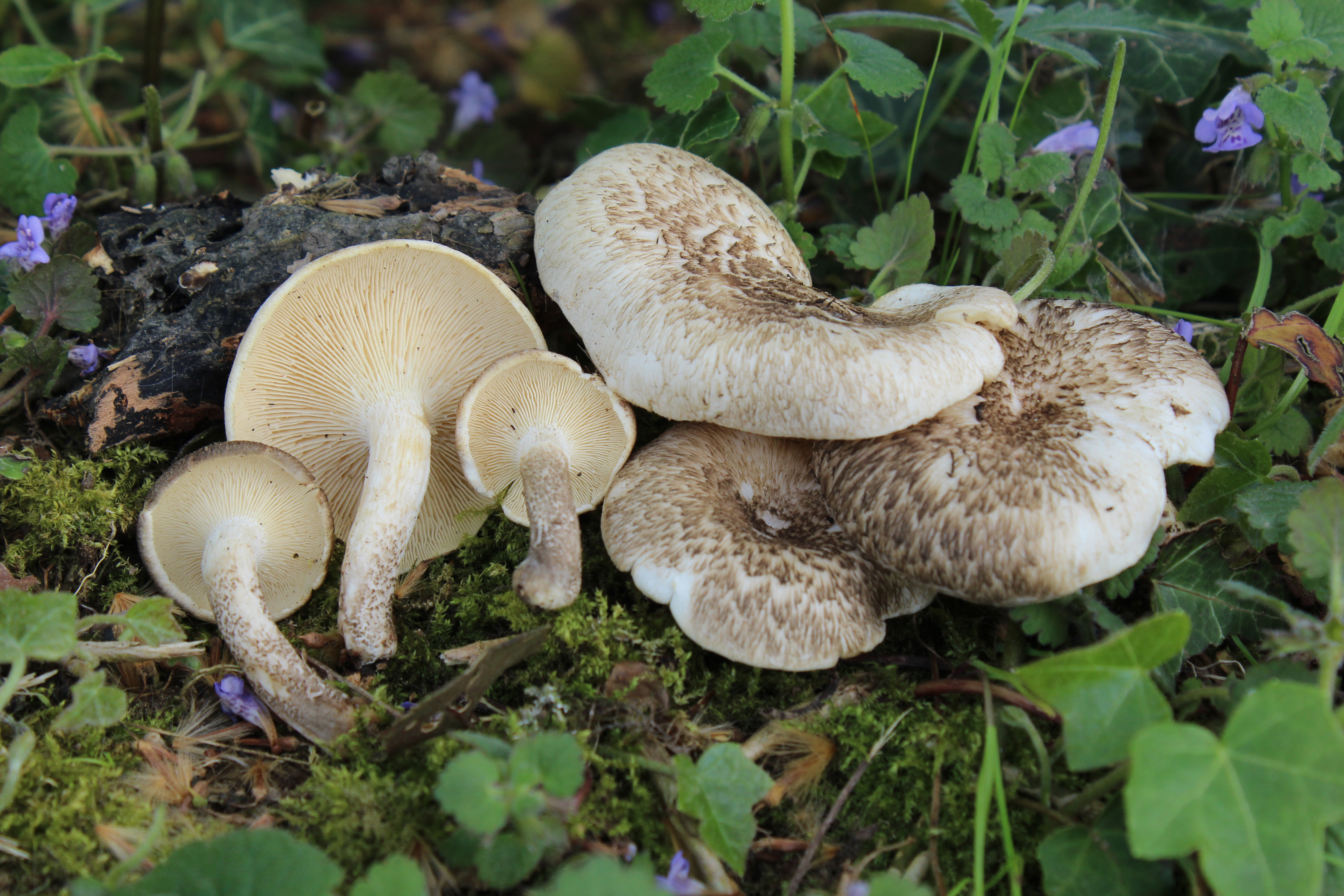
Lentinus tigrinus sin Panus tigrinus
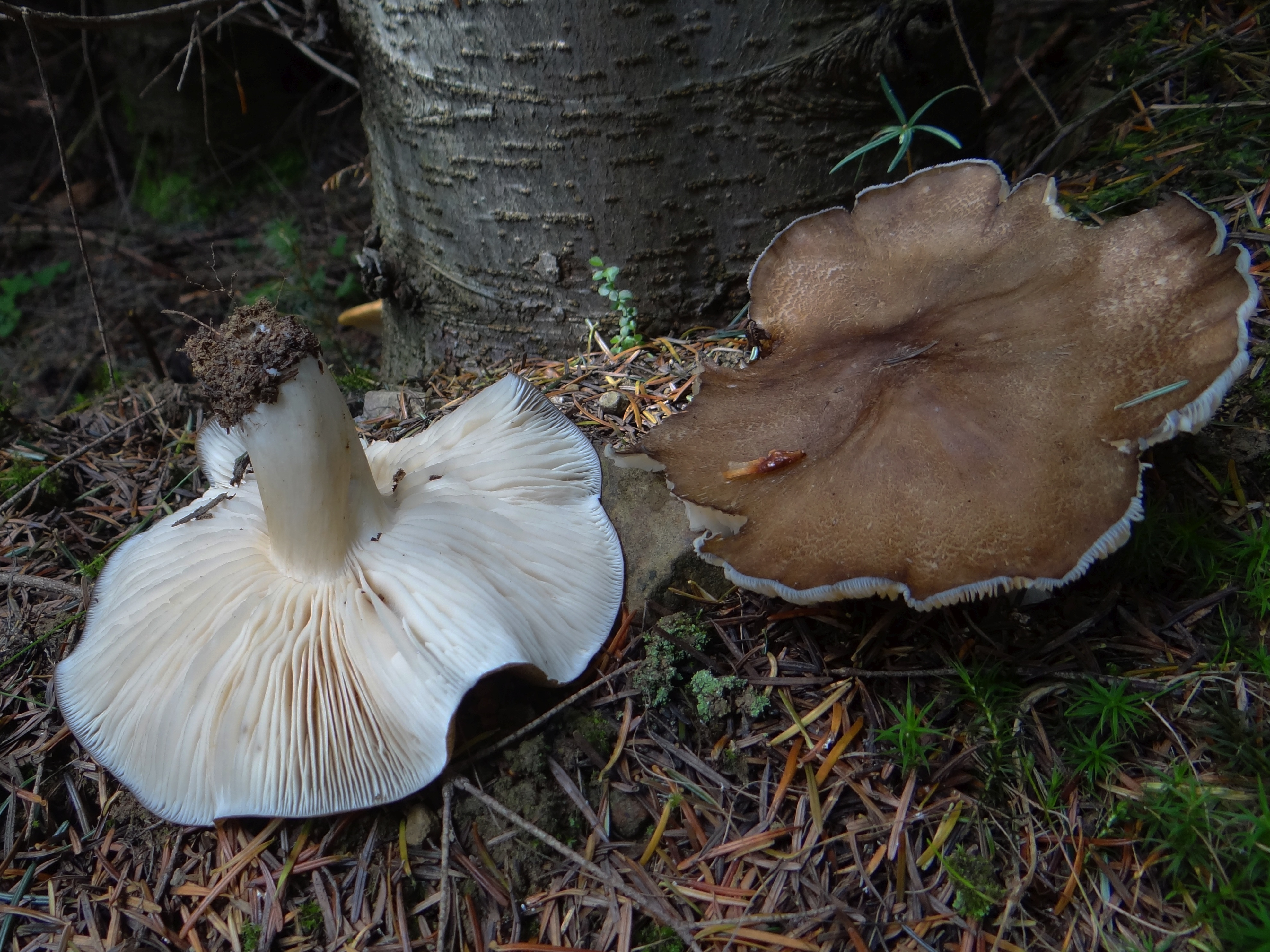
!Megacollybia platyphylla!

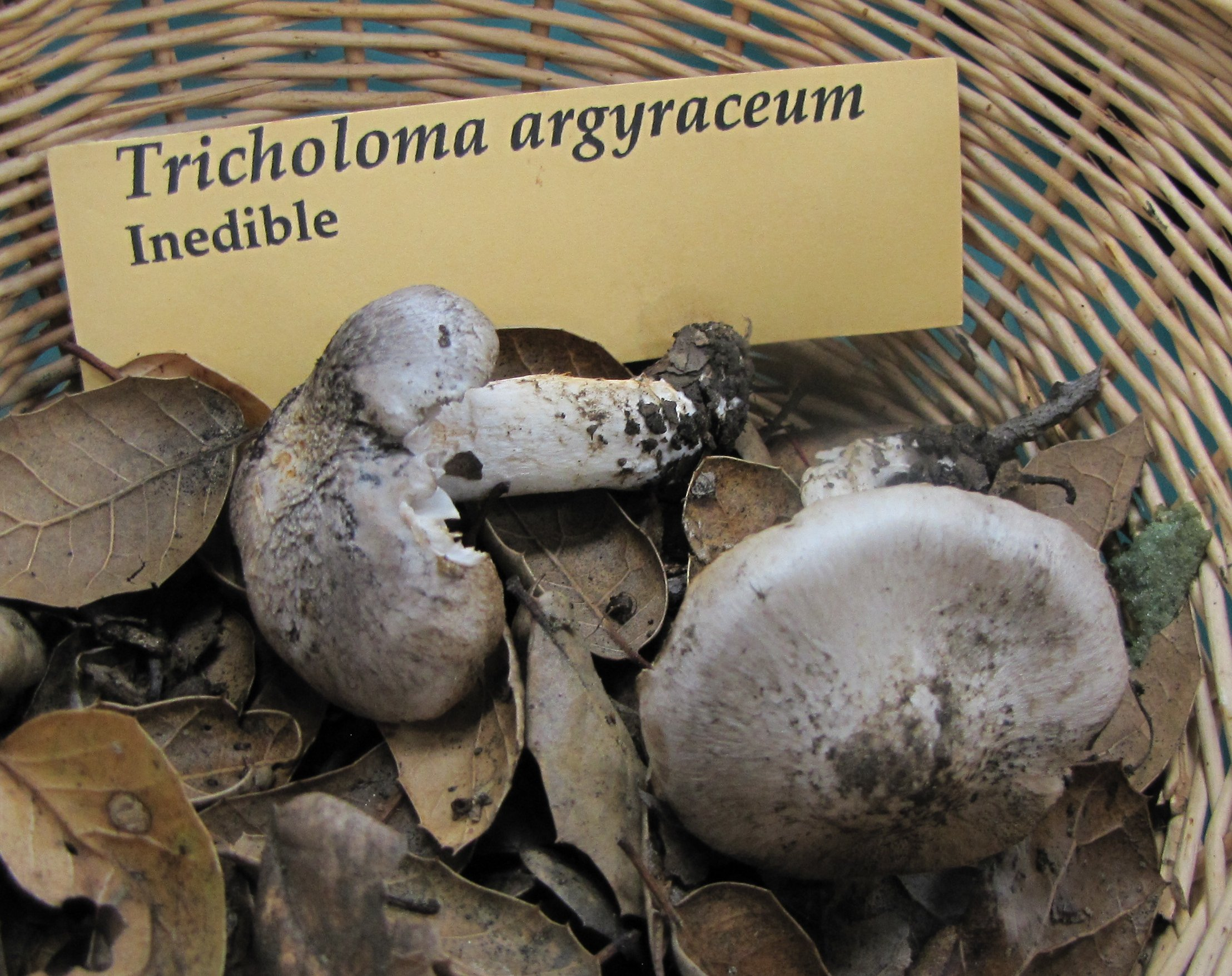
Tricholoma argyraceum
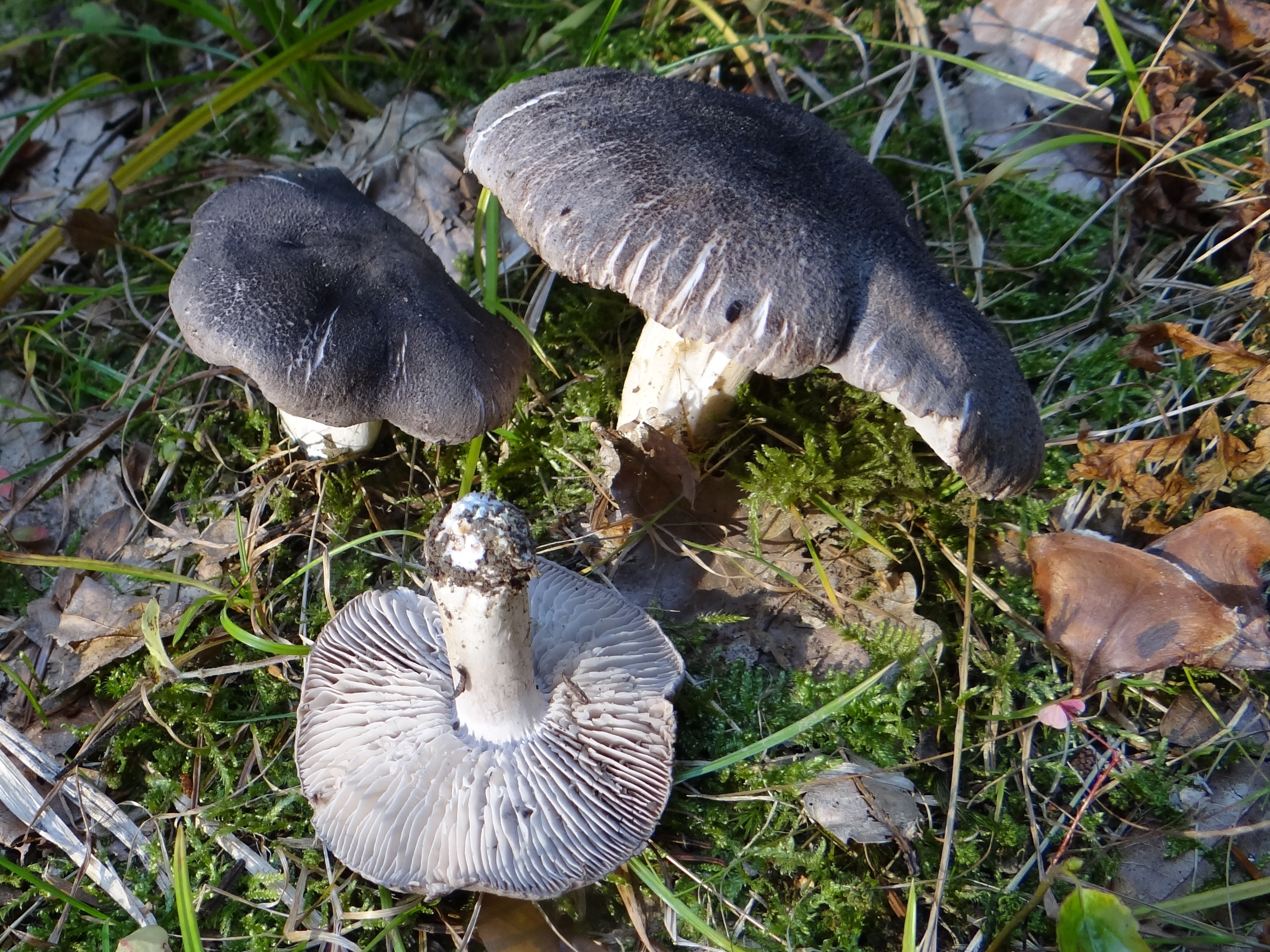
Tricholoma atrosquamosum
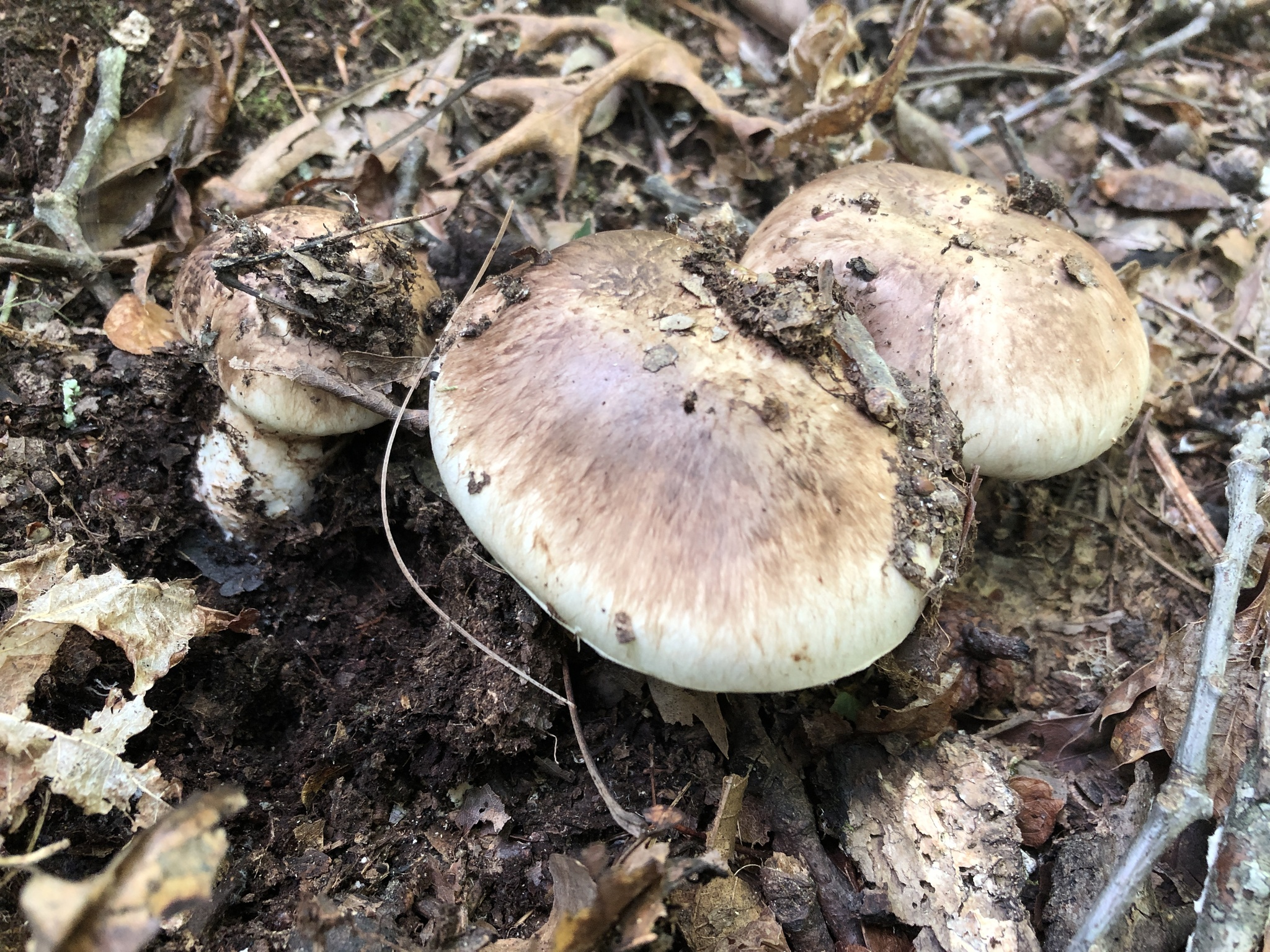
Tricholoma caligatum
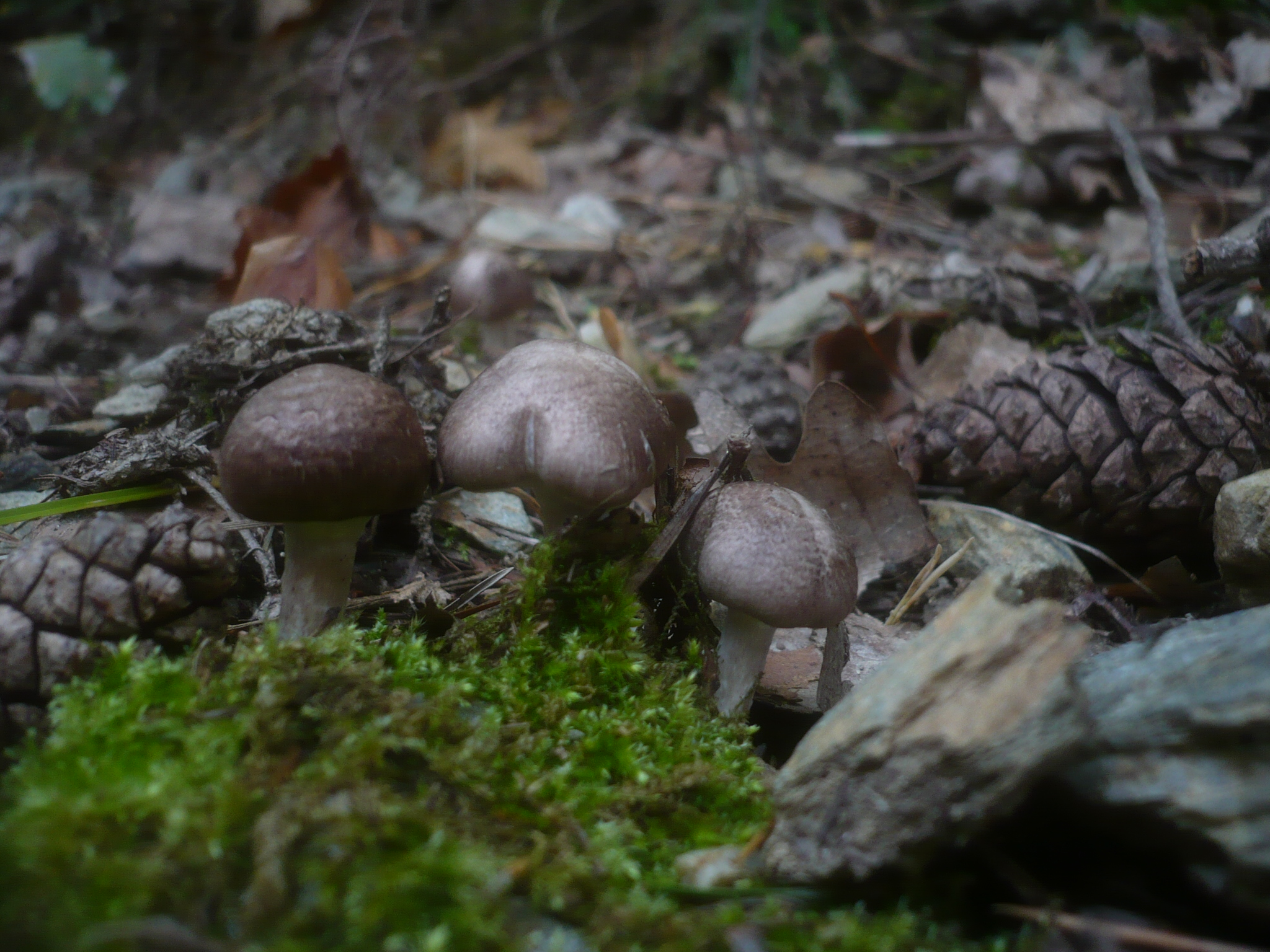
Tricholoma cingulatum
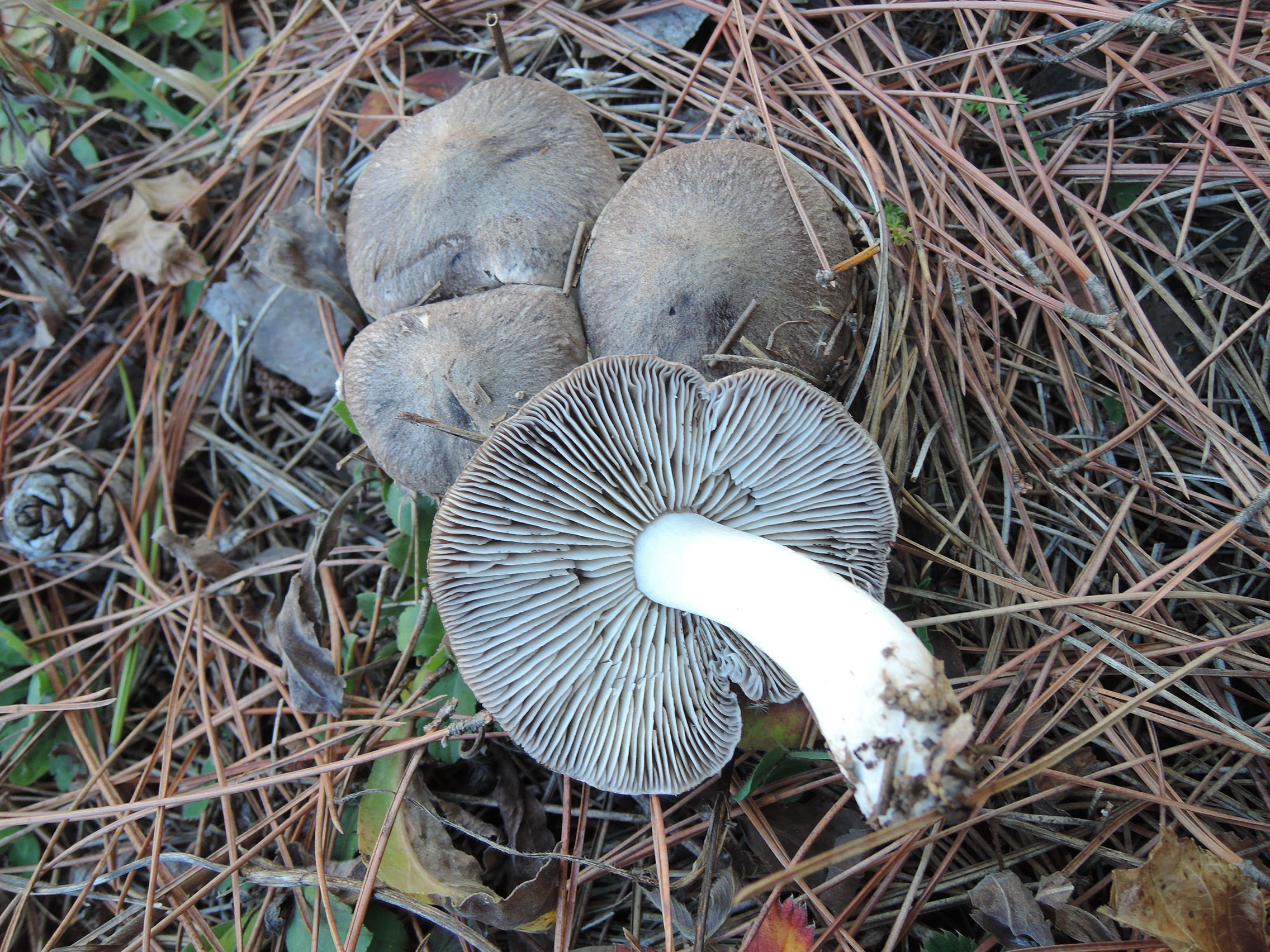
Tricholoma gausapatum

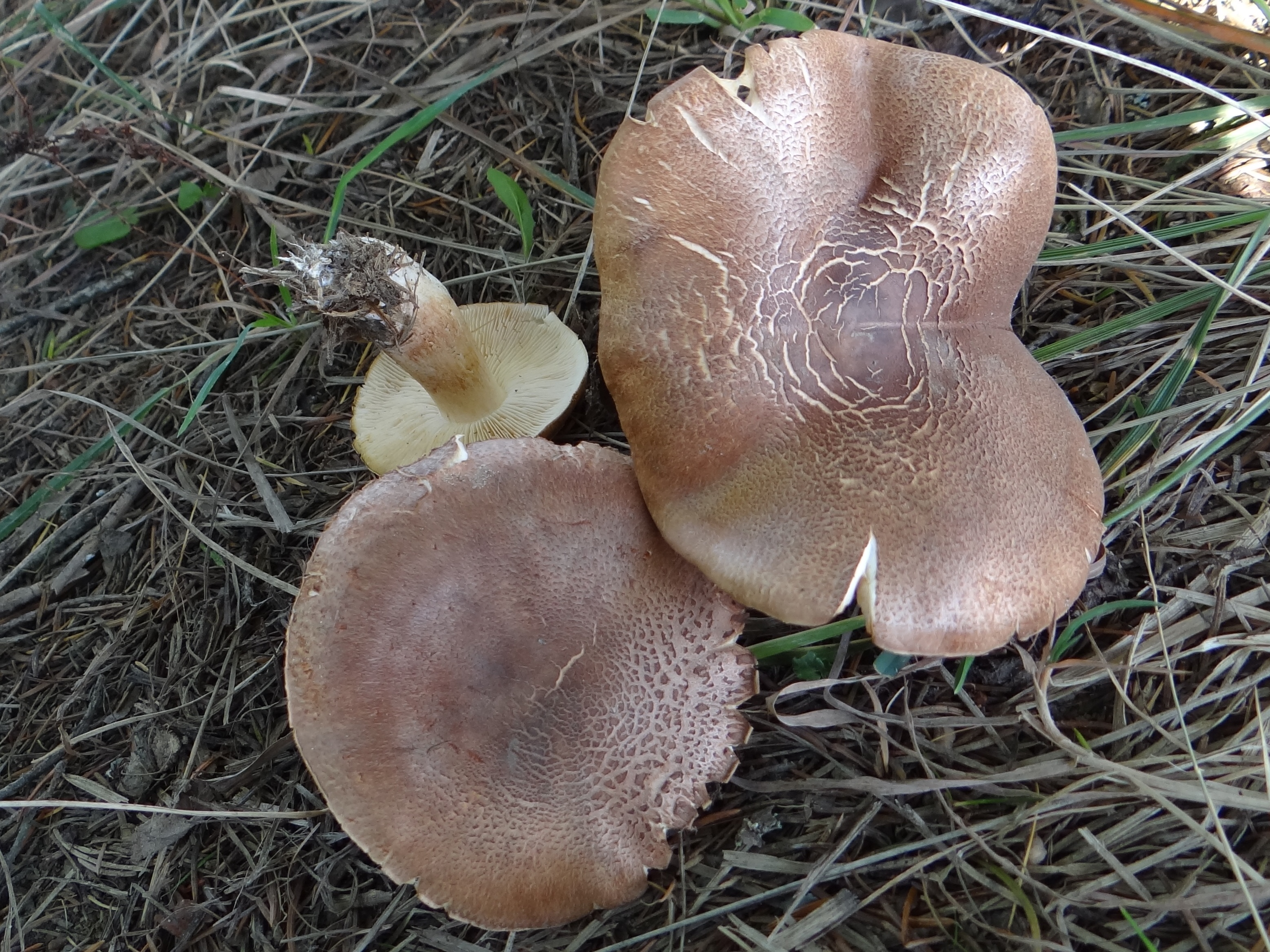
Tricholoma imbricatum
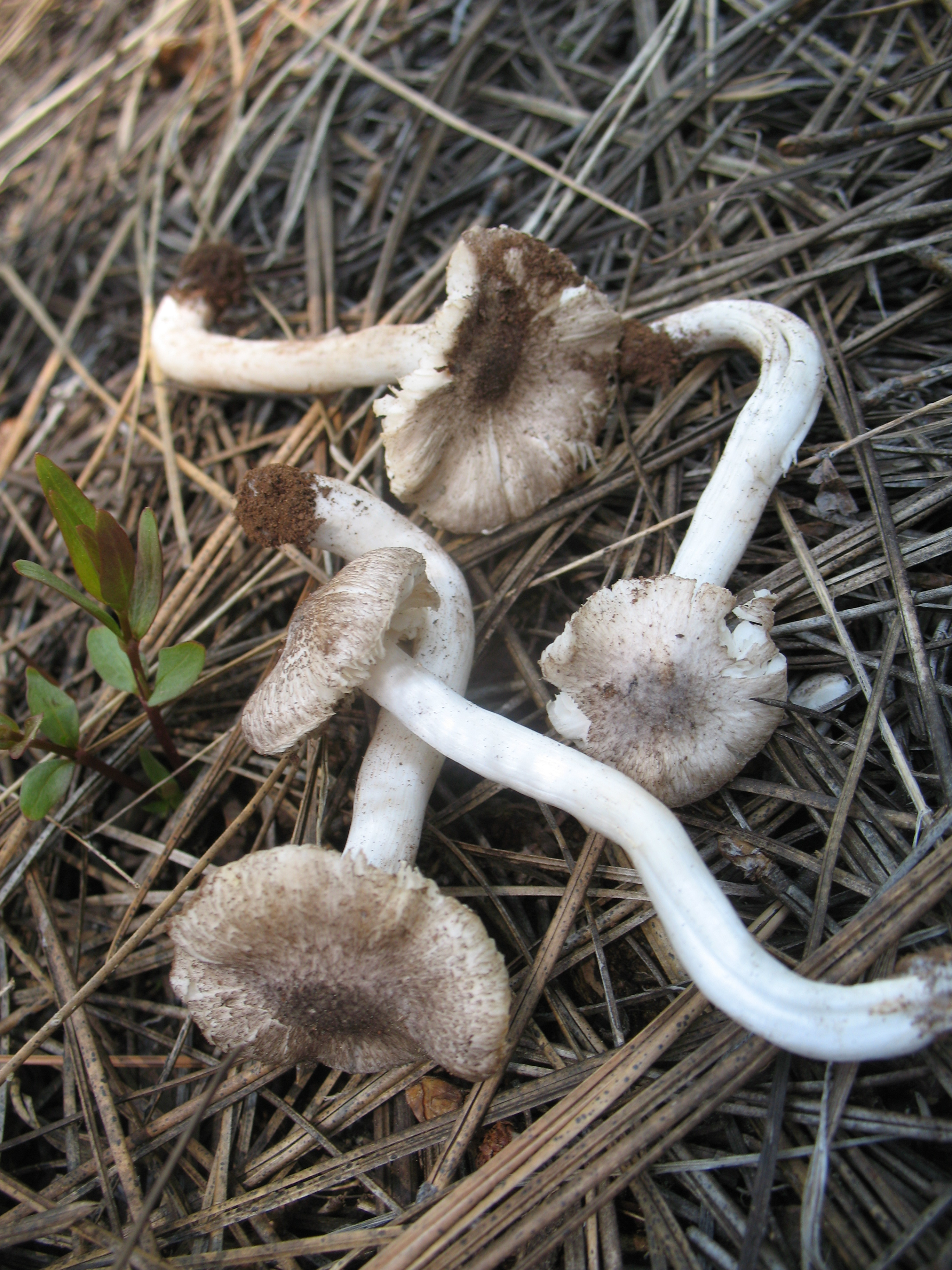
Tricholoma moseri
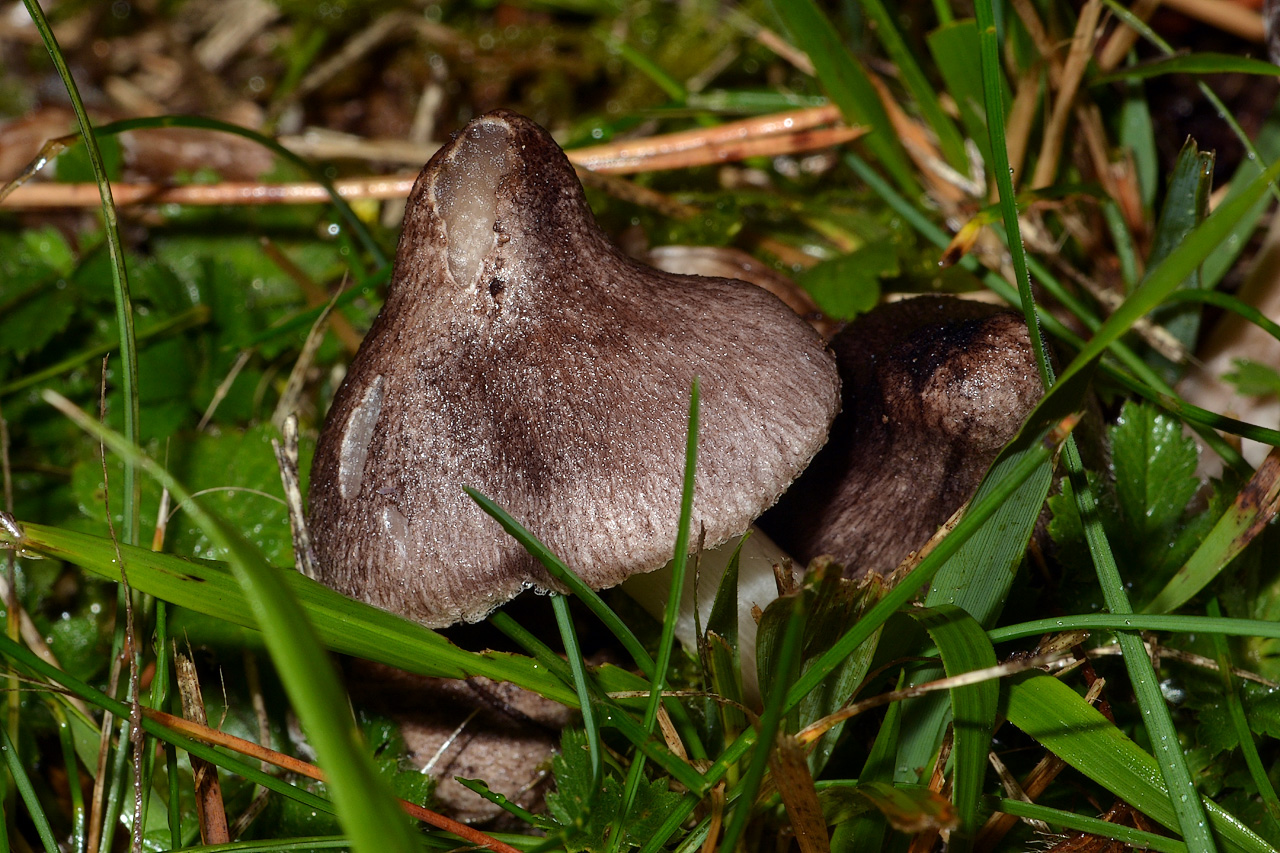
Tricholoma orirubens
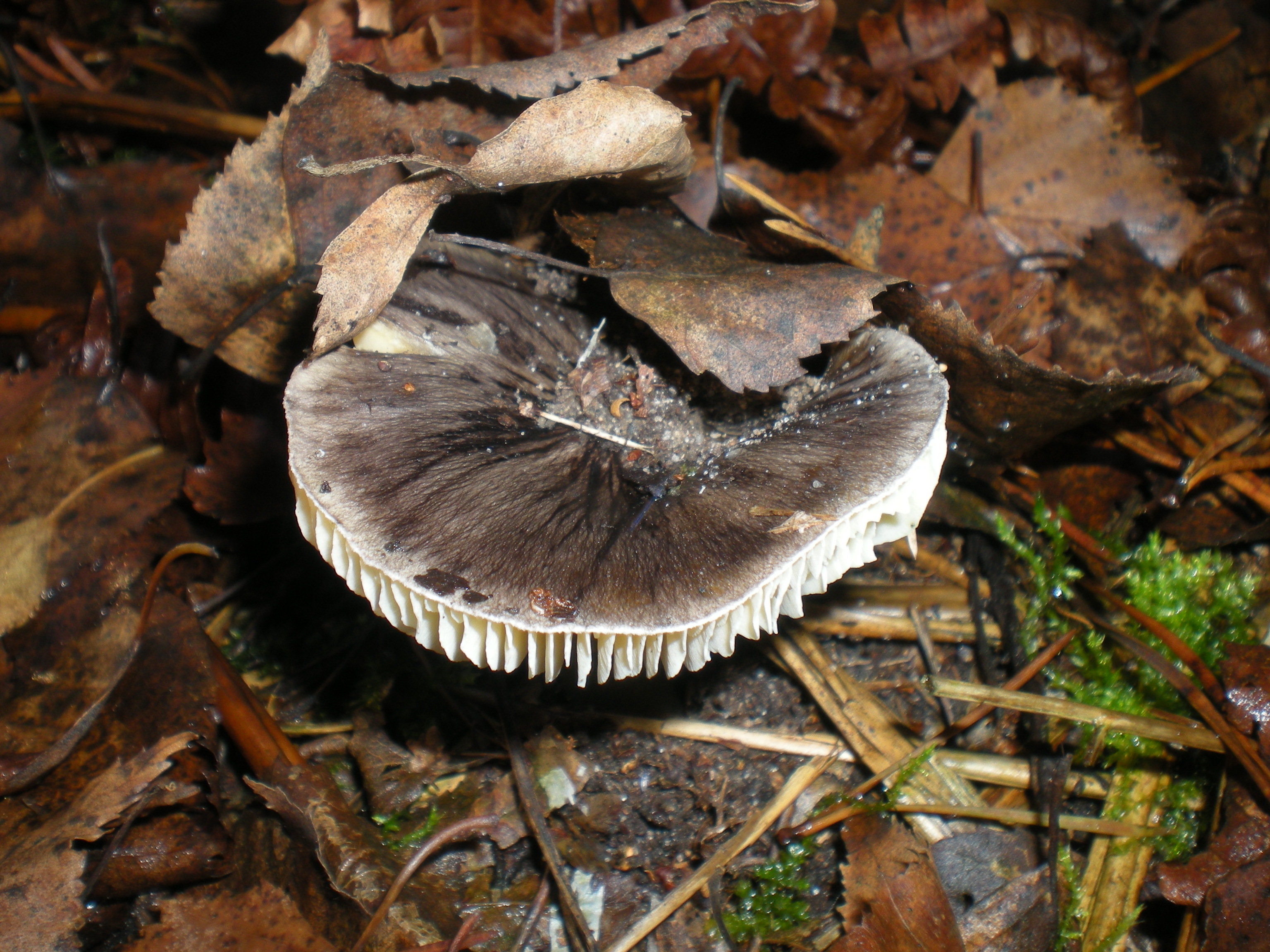
Tricholoma portentosum
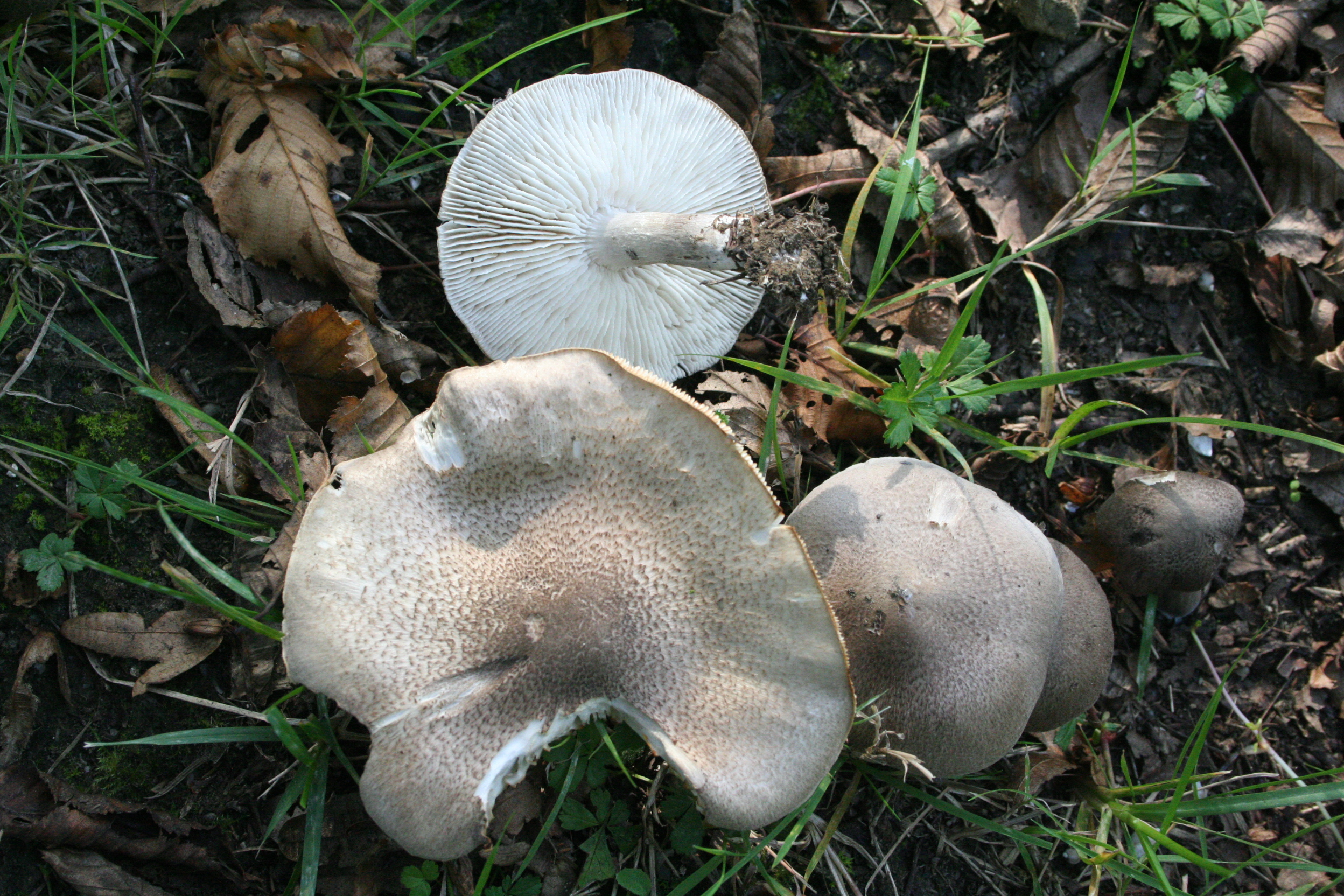
Tricholoma scalpuratum

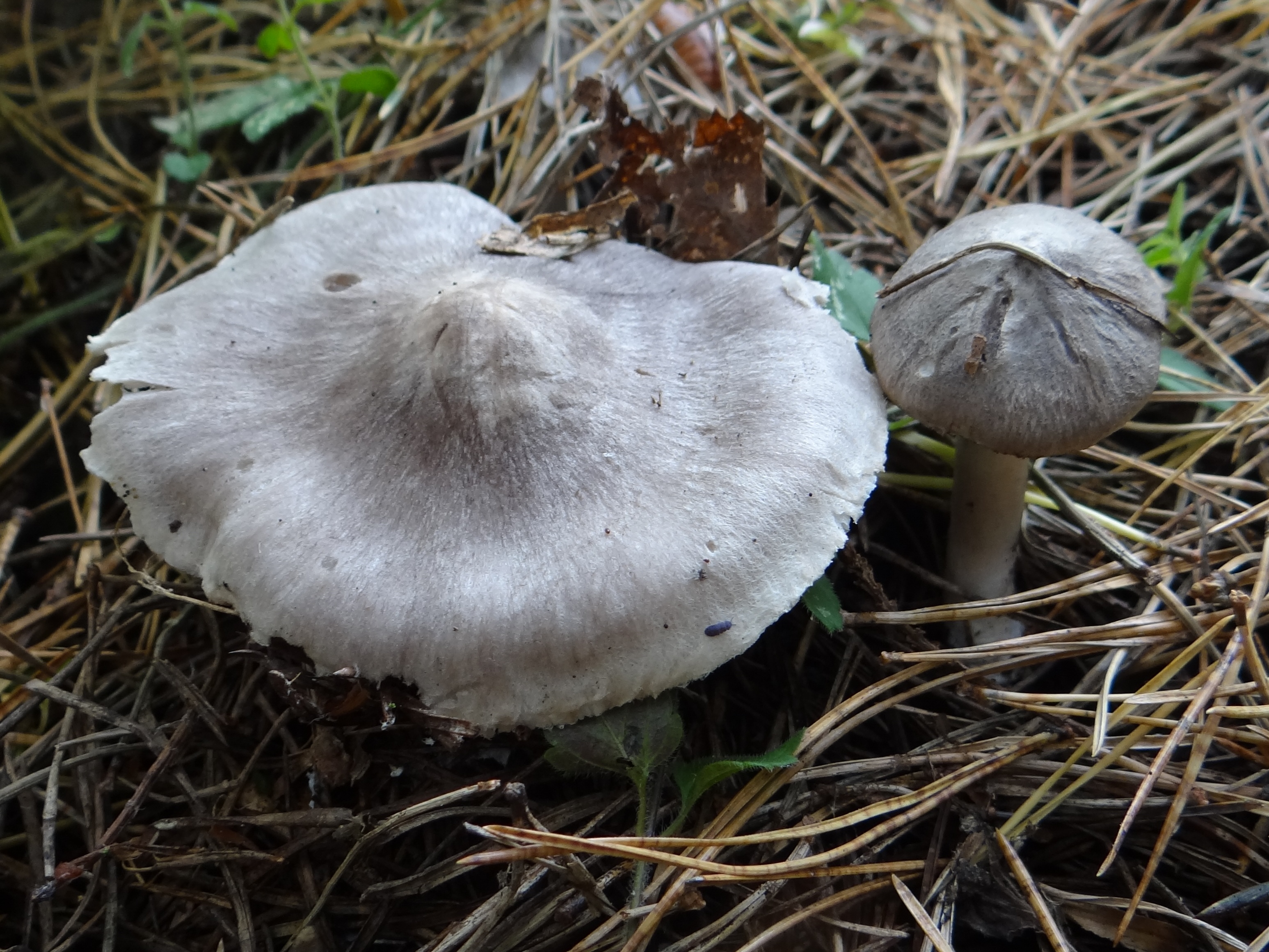
!!Tricholoma sciodes!!
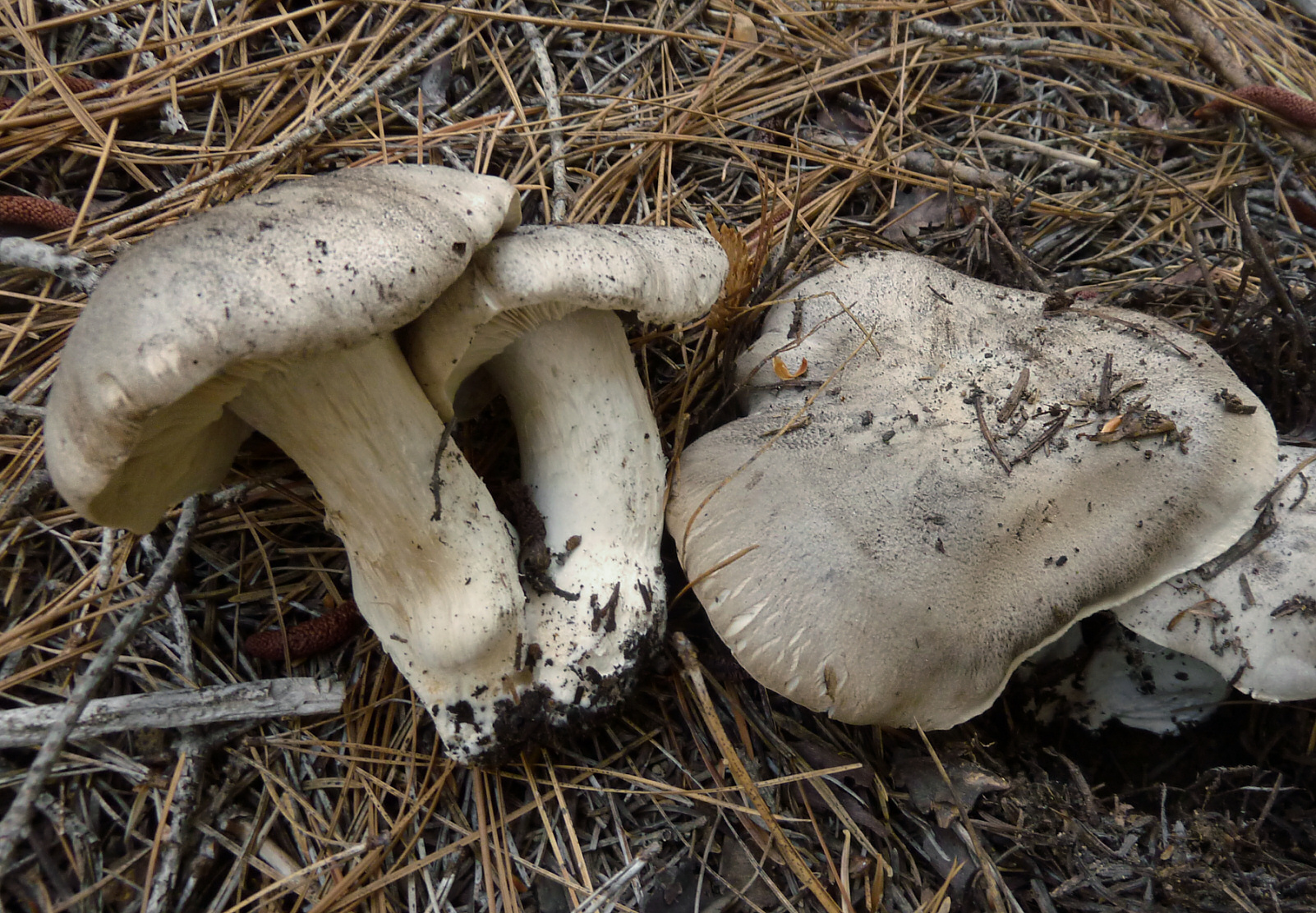
!!Tricholoma tigrinum!!
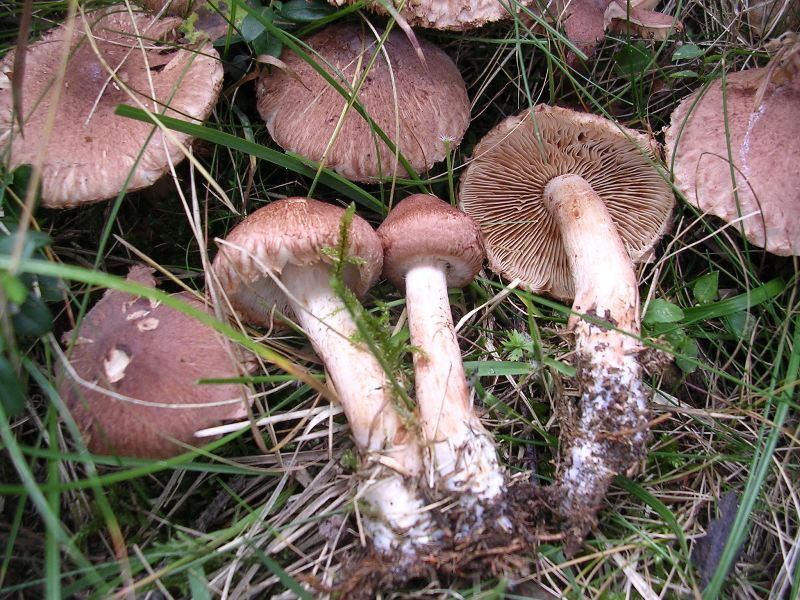
!Tricholoma vaccinum!
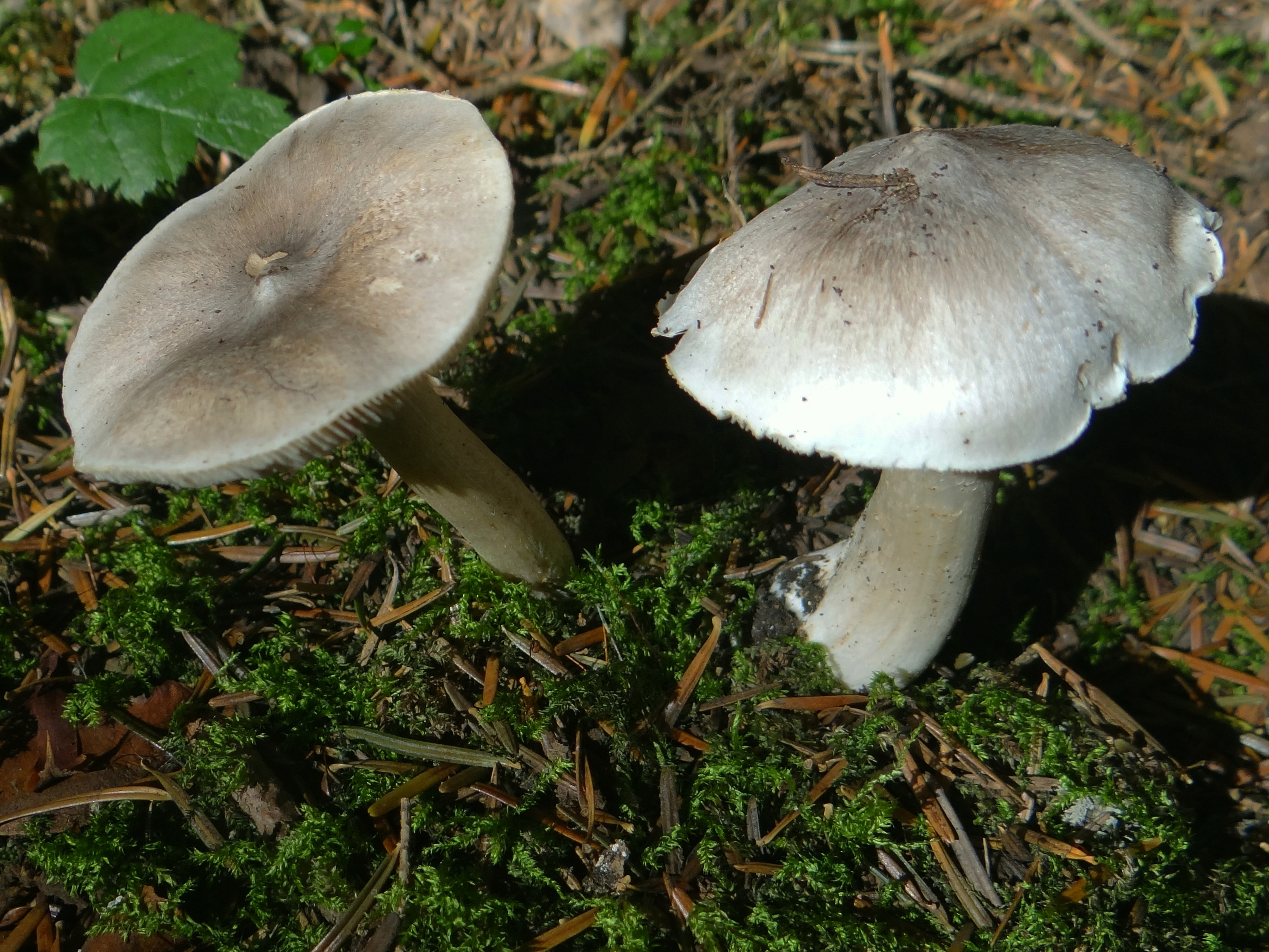
!!Tricholoma virgatum!!

## Valorificare
Acest soi este cules cu mare drag, pricinuit nu numai calităților sale gastronomice ci de asemenea datorită faptului, că este atât de mult găsit. Buretele poate fi preparat ca de exemplu Agaricus campestris (ciuperca de bălegar), dar cel mai bine place prăjit. De asemenea joacă un rol important în bucătăria franceză (Le Petit Gris). În Franța este vândut oficial la piață.
În anul 2014, câțiva oameni de știință chinezi au crezut, că ar putea dovedi prin niște experimente cu șoareci periculozitatea precum marea toxicitate acestei ciuperci pentru om, pentru că ar provoca rabdomiliosă (descompunerea a musculaturii). Aproape în mod isteric, aceste enunțuri au fost preluate fără nici o examinare suplimentară.  Dar nici măcar un an mai târziu, cel puțin jurnalul renumit Der Tintling a revocat articolul din februarie 2015, publicând rezultatele efectuate de profesorul dr. Siegmar Berndt, micolog, toxicolog și autor pentru „Societatea Germană pentru Micologie”, care a dovedit, că o persoană cu o greutate de 70 kg ar trebui să mănânce aproximativ 46 kg de ciuperci proaspete ale acestei specii pentru a căpăta probleme. Mai departe a calculat, că și atunci, în mediu s-ar îmbolnăvii numai jumătatea consumătorilor.
| Nu mâncați niciodată bureți de genul Tricholoma iuți și/sau amari pentru că provoacă mereu tulburări gastrointestinale, parțial foarte severe. |